# پایتخت
پایتخت (به انگلیسی: Capital) مرکز سیاسی کشور، شهر اصلی یا سیاسی یک کشور یا یک محدودهٔ حکومتی است که غالباً از سایر شهرها بزرگ‌تر و پرجمعیت‌تر بوده و نهادهای مهم حکومتی در آن قرار دارند.
| واحد تقسیمات کشوری | مسئول               | نهاد                  | نوع            | مرکز         |
| ------------------ | ------------------- | --------------------- | -------------- | ------------ |
| کشور               | وزیر کشور           | وزارت کشور            | دولتی          | پایتخت       |
| استان              | استاندار            | استانداری             | دولتی          | مرکز استان   |
| شهرستان            | فرماندار            | فرمانداری (ویژه)      | دولتی          | مرکز شهرستان |
| بخش                | بخشدار              | بخشداری               | دولتی          | مرکز بخش     |
| دهستان             | بخشدار (قبلاً دهدار) | بخشداری (قبلاً دهداری) | دولتی          | مرکز دهستان  |
| شهر                | شهردار              | شهرداری               | عمومی غیردولتی | –            |
| روستا              | دهیار               | دهیاری                | عمومی غیردولتی | –            |

## ویژگی‌ها
نهادهای اصلی حکومتی مانند وزارتخانه‌ها و ادارات مرکزی معمولاً در پایتخت قرار دارند. پایتخت محل استقرار حکومت است و این مسئله به‌طور قانونی و معمولاً در قانون اساسی کشورها وضع شده است. در کشورهای پادشاهی، شاهان و دربار ایشان معمولاً در پایتخت سکونت دارند.
ریشهٔ واژهٔ پایتخت نیز با همین امر مربوط است؛ یعنی «پایِ تختگاهِ شاه»؛ یعنی در زمان‌های قدیم، محل سکونت یک شاه اصلی‌ترین شاخص یک شهر برای پایتخت شدن بود.

## واژه‌شناسی
در قدیم نام‌های دیگری نیز در معنی پایتخت به‌کار می‌رفت، همچون «دارالخلافه» و «دارالسلطنه» و «آستانه».
منظور از آستانه، محل ورود به دربار پادشاه بود که محل این ورودی دربار رفته‌رفته معنای خود شهر سکونت شاه یعنی پایتخت را به خود گرفت.

کشورهایی که پایتختشان بزرگ‌ترین شهرشان نیست

آستانه در زمان عثمانی لقب و مترادف شهر استانبول بود و همین واژه فارسی هنوز در زبان‌های آسیای میانه در معنی پایتخت به‌کار می‌رود، چنان‌که دولت جدید قزاقستان پایتخت تازه‌ساز خود را به آستانه یعنی پایتخت نام نهاده است.